# Eenum
Eenum est un village qui fait partie de la commune de Loppersum dans la province néerlandaise de Groningue.